# Géographie de la Lituanie
La Lituanie est délimitée au nord par la Lettonie, à l’est et au sud par la Biélorussie, au sud-ouest par la Pologne et par l’enclave de l'Oblast de Kaliningrad appartenant à la Russie, et à l’ouest par la mer Baltique.
La majeure partie du territoire, située dans le bassin du Niémen, ne dépasse pas 250 m d’altitude. Le pays possède également de vastes étendues de marais, en particulier au nord et à l’est, dont un grand nombre a été drainé.
En 1989, un géographe de l'Institut géographique national a établi que le centre géographique de l'Europe se trouvait en Lituanie, dans le village de Purnuškės à 26 kilomètres au nord de Vilnius. La méthode se base sur la notion de centre de gravité des territoires européens.

## Géographie physique

### Relief

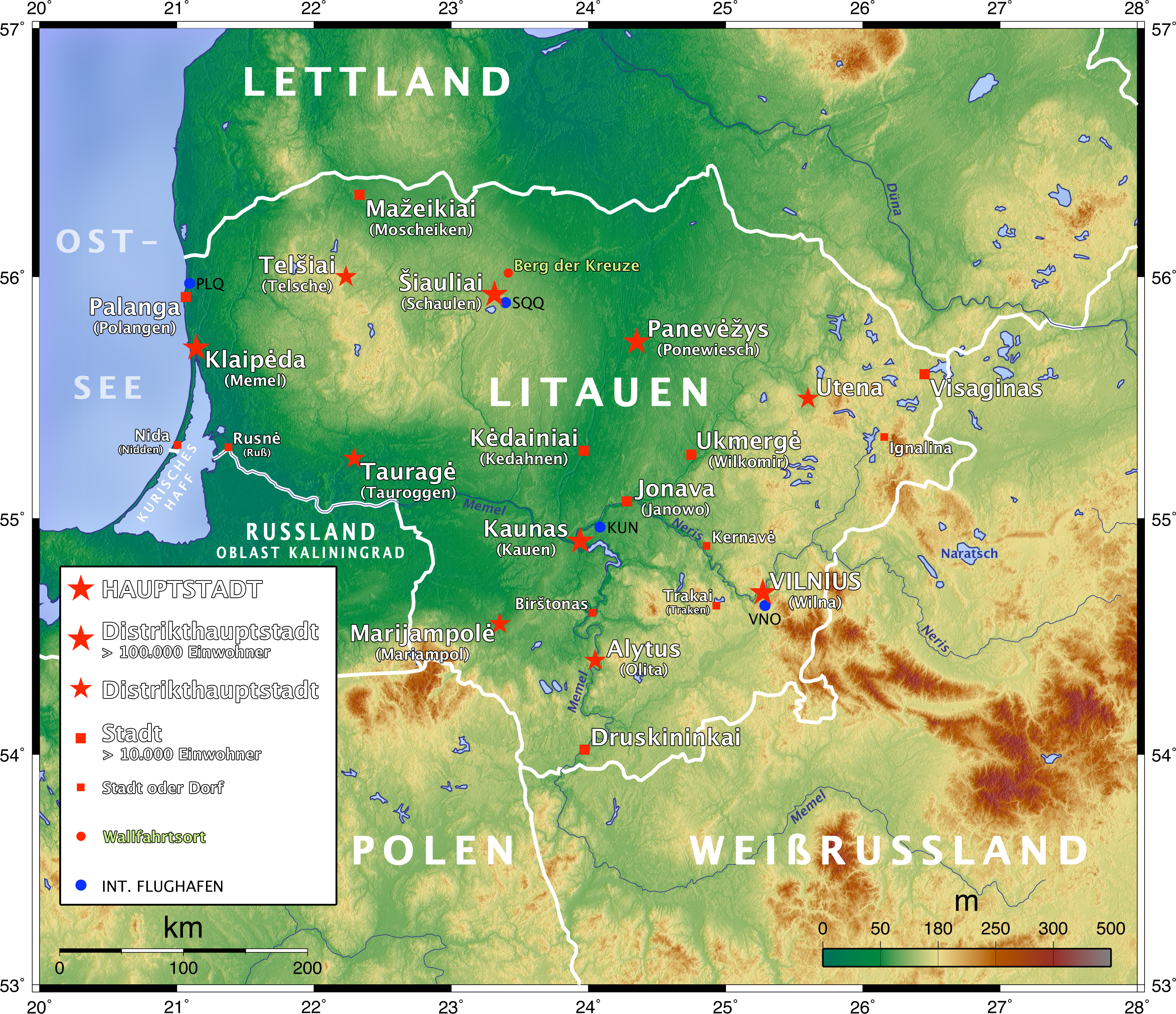
Le relief de la Lituanie

La Lituanie se rattache à la plaine d'Europe orientale et pour cette raison n'a plus connu de bouleversement tectonique depuis une longue période géologique. Le relief actuel a par contre été profondément modelé par les avancées et reculs de l’inlandsis au cours des glaciations, et les affleurement de roches anciennes ne s'y rencontrent que ponctuellement. Du point de vue agricole, presque toute la Lituanie se rattache au paysage de la moraine quaternaire, qui a été recouverte de glaces lors de l'ultime glaciation, celle du Vistulien. Au maximum de la dernier glaciation, il y a environ 20 000 ans, seule une petite crête au sud-est du pays restait découverte.
À l'ouest le pays s'adosse à la mer Baltique par un cordon littoral sableux. Le massif rocheux de basse-Lituanie, dans l'ouest du pays, est une extrémité du bouclier scandinave. La chaîne de collines du sud-est se rattache au plateau de Biélorussie : c'est là que se trouvent les points culminants de la Lituanie : l’Aukštasis kalnas et le Juozapinės kalnas (294 m). Les principaux fleuves sont le Niémen et le Neris, qui tous deux prennent leur source en Biélorussie. Au Nord-est s'étend le plateau des lacs de Haute-Lituanie (mais il y a aussi d'autres lacs au sud). Au total, les lacs occupent une superficie d'environ 1,5 % du pays. Une partie du golfe de Courlande et de l’isthme de Courlande appartiennent à la Lituanie.
L'agriculture exploite la plus grande partie des terres. Les forêts occupent un peu plus de 30 % de la superficie, et 3 % du pays est couvert de marécages et de tourbières.

### Climat

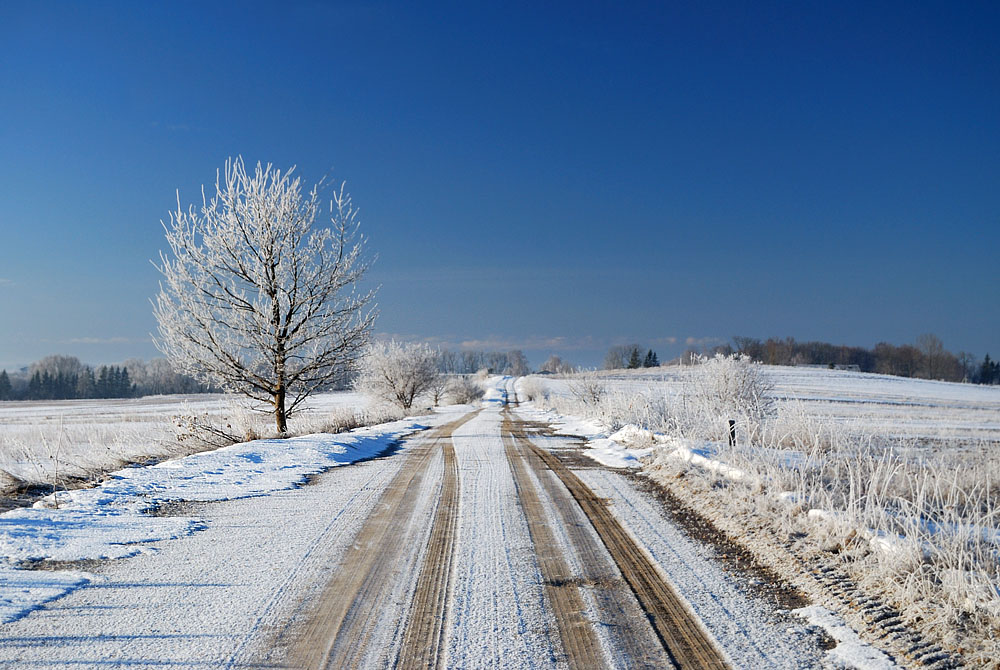
Paysage d'hiver en Lituanie.

Le climat du pays est continental humide (Dfb selon la classification de Köppen). La température moyenne sur la côte est de −2,5 °C en janvier et de 16 °C en juillet. À Vilnius la température moyenne est de −6 °C en janvier et de 16 °C1 en juillet. L'été, en gros, la température diurne est fréquemment de 20 °C (mais peut grimper jusqu'à 30 °C ou 35 °C), et la température nocturne de 14 °C. Si presque tous les hivers on enregistre au moins une fois −20 °C, certains hivers ont été très froids, avec des pointes de −34 °C sur la côte et de −43 °C dans l'est de la Lituanie. Le volume des précipitations moyen annuel est de 800 mm sur la côte, 900 mm sur le plateau de Samogitie et 600 mm dans l'est du pays. Il y a des chutes de neige presque tous les ans, habituellement entre octobre et avril, mais on peut voir des chutes de neige fondante en septembre et en mai. La saison de floraison dure 202 jours dans la moitié ouest du pays et 169 jours dans la moitié est. Les gros orages, habituels le long de la côte, sont plus rares dans l'intérieur du pays.
Les relevés météorologiques les plus anciens des pays baltes couvrent les derniers 250 ans. Ils montrent qu'il y a eu un réchauffement au cours de la seconde moitié du XVIIIe siècle, et que le XIXe siècle a été relativement plus frais. Le réchauffement observé au début du XXe siècle a culminé dans les années 1930, puis une période de refroidissement s'est installée jusque dans les années 1960. Depuis, les températures sont à nouveau en hausse.
La Lituanie a connu une grave sécheresse en 2002, s'accompagnant de feux de forêt et de tourbière. Comme toute l'Europe du Nord-ouest, le pays a souffert de la vague de chaleur de l'été 2006.
| Mois                              | jan.  | fév.  | mars  | avril | mai  | juin | jui. | août | sep. | oct.  | nov. | déc. | année |
| --------------------------------- | ----- | ----- | ----- | ----- | ---- | ---- | ---- | ---- | ---- | ----- | ---- | ---- | ----- |
| Température minimale moyenne (°C) | −40,5 | −42,9 | −37,7 | −23   | −6,8 | −2,8 | 0,9  | −2,9 | −6,3 | −19,5 | −23  | −34  | −42,9 |
| Température moyenne (°C)          | −3,9  | −3,5  | −0,1  | 5,5   | 11,6 | 15,2 | 16,7 | 16,1 | 12,2 | 7     | 1,8  | −1,7 | 6,2   |
| Température maximale moyenne (°C) | 12,6  | 16,5  | 21,8  | 28,8  | 34   | 35   | 37,5 | 36   | 32   | 26    | 18   | 15,6 | 37,5  |
| Précipitations (mm)               | 36,2  | 30,1  | 33,9  | 42,9  | 52   | 69   | 76,9 | 77   | 60,3 | 49,9  | 50,4 | 47   | 625,5 |

## Environnement

### Réseau européen Natura 2000
Le réseau Natura 2000 rassemble des sites naturels ou semi-naturels de l'Union européenne ayant une grande valeur patrimoniale, par la faune et la flore exceptionnelles qu'ils contiennent.
En décembre 2018, la Lituanie comptait 556 sites dont :
- 84 zones de protection spéciale (ZPS) pour les oiseaux sur une superficie de 6 586 km2 ;
- 481 zones spéciales de conservation (ZSC) (dont les pSIC, SIC) pour les habitats et les espèces sur une superficie de 7 246 km2.

La superficie totale est de 9 649 km2, ce qui représente 12,4 % de la surface terrestre et marine du territoire de la Lituanie.

#### Cartographie des sites Natura 2000 de la Lituanie
- [image] Carte des sites Natura 2000 (SIC, ZSC + ZPS) de la Lituanie, décembre 2017 (haute définition), Source

#### Flore
La flore de Lituanie compte environ 10 600 espèces. Environ 1 350 de ces espèces sont des plantes vasculaires; 335 sont des bryophytes ; et près de 2 000 sont des algues. Les lichens sont représentés par 500 espèces, et les champignons par 6 400 espèces. Près de 550 de ces espèces sont considérées éteintes ou menacées. Les zones protégées occupent désormais 12 % du territoire de la Lituanie.
La Lituanie appartient à la fois à la ceinture boréale et à la zone des angiospermes (forêt de feuillus). Sur un territoire relativement modeste, on y rencontre donc une multitude d'espèces, dont certaines sont caractéristiques de la taïga méridionale. La présence du charme Carpinus betulus permet de délimiter la zone de feuillus au sud et la forêt de conifères au nord.

#### Forêts
La couverture boisée de Lituanie a connu des hauts et des bas ; en règle générale, les périodes de prospérité se sont accompagnées de défrichement pour l’exploitation agricole. Cette tendance s'est accélérée à l’ère soviétique ; la couverture boisée était d'environ 20 % en 1948, mais elle s'est rétablie ensuite à 30 % jusqu'en 1990, date où la Lituanie a retrouvé son indépendance. Depuis elle est demeurée relativement stable. La Communauté scientifique s'accorde à dire qu'à leur extension maximum, les forêts de Lituanie ont recouvert jusqu'à 33 % du pays.
Les conifères constituent près de 60 % de la couverture boisée. On les trouve dans la moitié nord, ainsi qu'à l'extrême sud. Les principales espèces de conifères sont le pin d'Écosse (env. 40 % des sujets), et l’épicéa (env. 20 %).
Les feuillus dominent au centre du pays. Les bouleaux constituent près de 18 % des sujets, suivis par les aulnes glutineux (env. 8 %) et le tremble (env. 8 %); les chênes, les frênes et les ormes forment le reste.
Les forêts primaires sont relativement rares en Lituanie : une centaine. Une enquête menée en 1998 suggère que ces forêts ont occupé jusqu'à 580 km2.

#### Zones humides
Près de 5 % du territoire de la Lituanie est recouvert de zones humides, dont plusieurs sont classées tourbières, sur 6700 sites distincts. Les espèces caractéristiques de ces tourbières sont Scheuchzeria palustris, les linaigrettes, la droséra, la plaquebière, différentes variétés de canneberge, et l’andromède.
Les tourbières sont parfois la proie de feux de forêt l'été ; on a ainsi pu dénombrer 280 incendies entre 1994 et 1999.
La flore riparienne et lacustre de Lituanie inclut les lentilles d'eau, les prêles, les massettes, le carex et les graminées.

#### Espèces cultivées
À peu près 46 % de la superficie du pays est cultivée : les principales cultures sont le seigle, le blé, l’avoine, l’orge, les petits pois, la pomme de terre, la betterave à sucre, et le lin,.
On y récolte par ailleurs plusieurs variétés de champignons et de baies, parfois en forêt ; ainsi que diverses plantes médicinales, comme l’aubépine, le thym, et le millepertuis.

#### Mauvaises herbes et plantes invasives
Les fleurs se mêlant aux cultures sont l’orge (Hordeum vulgare), la bourse à pasteur, l’ansérine, la moutarde, la spergule des champs, les coquelicots et les pensées. Le piquant blanc est l’espèce la plus la plus invasive.

### Ressources naturelles
La Lituanie possède d'importantes carrières de craie et de calcaire dolomitique, de grands bancs d'argile, d'importantes gravières (sable quartzite ou gypseux), qui ont permis le développement d'une industrie prospère dans les matériaux de construction : cimenteries, verreries, briqueteries et céramique. Le pays dispose en outre de sources thermales abondantes ; en revanche, il est dépendant en ressources énergétiques et autres matières premières.
On a bien découvert des gisements de pétrole dans les années 1950, mais seuls quelques puits ont été exploités, et les puits encore actifs sont sur la côte ouest. On estime que le bassin sédimentaire du plateau continental baltique  et l'ouest de la Lituanie abritent des champs exploitables, mais qui ne permettraient de couvrir que 20 % des besoins annuels du pays, et pour seulement vingt ans.
L'exploitation de la tourbe et la récolte d'ambre sont des activités traditionnelles dans le pays.
Les sources thermales du littoral baltique pourraient permettre de chauffer des centaines de milliers de foyers, comme en Islande.
Des dépôts de minerais de fer ont été prospectés dans le sud du pays, mais leur exploitation commerciale devrait se faire à ciel ouvert, ce qui, compte tenu des préoccupations environnementales actuelles, paraît politiquement problématique. D'ailleurs, l’exploitation de ces ressources nécessite l'intervention de capitaux et de moyens étrangers.